# Palau Pisani Gritti
El Palau Pisani Gritti és un palau venecià situat al barri de San Marco, amb vistes al Gran Canal, davant de la basílica de Santa Maria della Salute.

## Història
El palau data del segle XIV, quan va ser dissenyat com un edifici de tres plantes. La façana del Campo del Traghetto és el resultat de modificacions del segle XVI, contemporànies dels frescos encarregats a Giorgione per a la façana que dona al canal, que s'han perdut.

## Descripció
El palau Pisani és un edifici de quatre plantes, amb una planta baixa molt baixa i tres plantes nobles més desenvolupades, totes d'estil gòtic, caracteritzades per obertures d'arc apuntat. Les dues centrals tenen quatre finestres monófores ben distribuïdes i simètriques als costats i una elegant finestra pentafora al centre, amb un total de nou finestres per planta. El tercer pis, construït posteriorment (cap al 1890), és diferent i, tot i que segueix l'estil gòtic dels dos pisos nobles inferiors, és visiblement neogòtic: a més, en lloc del finestral de cinc llums, té tres finestres monofàl·liques espaiades entre si, que destaquen el buit temporal, sense trencar la relació harmoniosa entre les parts.